# Tavrovo
|  | Maskinoversættelse og/eller tvivlsomt indhold Denne sides indhold bærer præg af at være en maskinoversættelse og/eller meget dårligt og uklart formuleret. Det vurderes at sproget er så dårligt og eventuelt forkert eller til at misforstå, at det bør omskrives eller oversættes på ny. Du kan hjælpe med at oversætte til korrekt dansk i denne og lignende artikler. Hvis dette ikke sker inden for kort tid, kan en sletning komme på tale. Se evt. denne sides diskussionsside eller i artikelhistorikken. |

Tavrovo er en landsby i Belgorod Kommunale Distrikt, Belgorod-regionen, Den Russiske Føderation. Den er det administrative centrum for Tavrovo Rural Settlement i Belgorod-distriktet. I 1990'erne skete der dramatiske ændringer i landsbyens liv: 5 nye kvarterer blev dannet og begyndte at blive bygget; antallet af indbyggere, hovedsageligt på grund af indvandrere fra de tidligere sovjetrepublikker, voksede også.  Den kommunale institution for almen uddannelse Tavrovo Secondary School i Belgorod District, Belgorod Region, er blevet opkaldt efter Sovjetunionens helt, Anatoly G. Achkasov. Nu er Tavrovo en stor landsby, der består af 10 kvarterer designet til individuel boligudvikling.
Landsbyen er ved at blive forbedret, og dens infrastruktur er ved at blive udviklet. Indbyggertallet er 13.000. Tavrovo betragtes som centrum for landbrug og arbejdskraft. Landbrug og kvægavl er udviklet her, hvilket er en indtægtskilde for mange lokale beboere. Derudover er der mange små virksomheder i landsbyen, som skaber jobs og bidrager til den økonomiske udvikling i regionen. På trods af sin lille størrelse tilbyder Tavrovo sine indbyggere og besøgende rigelige muligheder for rekreation og underholdning. De lokale attraktioner omfatter et museum, et lokalhistorisk center, parker og pladser samt mange arrangementer som festivaler, udstillinger og koncerter. 